# Franciszkowo (Wydminy)
Franciszkowo [frant͡ɕiʂˈkɔvɔ] (deutsch Franziskowen, 1938–1945 Freihausen) ist ein kleiner Ort in der polnischen Woiwodschaft Ermland-Masuren, der zur Landgemeinde Wydminy (Widminnen) im Powiat Giżycki (Kreis Lötzen) gehört.

## Geographische Lage
Der Weiler (polnisch osada) Franciszkowo liegt in der östlichen Mitte der Woiwodschaft Ermland-Masuren, 23 Kilometer südöstlich der Kreisstadt Giżycko (Lötzen).

## Geschichte
Der kleine Ort Franziskowen war ursprünglich ein Vorwerk im Gutsbezirk Neuhoff (polnisch Zelki). Im Jahr 1818 war er ein adliges Gut mit 19 Seelen. Mit der Muttergemeinde wurde das Dorf 1874 in den neu errichteten Amtsbezirk Neuhoff eingegliedert, der bis 1945 zum Kreis Lötzen im Regierungsbezirk Gumbinnen der preußischen Provinz Ostpreußen gehörte. Auch war Franziskowen seit 1874 dem Standesamt Neuhoff zugeordnet. Im Jahr 1905 zählte es 56 Einwohner.
Am 17. Oktober 1928 wurde das Vorwerk Franziskowen aus dem Gutsbezirk Neuhoff in die Landgemeinde Adlig Wolla (polnisch Pańska Wola) umgegliedert. Im Jahr 1938 wurde es in Freihausen umbenannt.
In Kriegsfolge kam der Ort 1945 mit dem gesamten südlichen Ostpreußen zu Polen und trägt seitdem die polnische Namensform Franciszkowo. Heute ist er in das Schulzenamt (polnisch sołectwo) Pańska Wola (Adlig Wolla) einbezogen und somit eine Ortschaft im Verbund der Landgemeinde Wydminy (Widminnen) im Powiat Giżycki (Kreis Lötzen), bis 1998 der Woiwodschaft Suwałki, seitdem der Woiwodschaft Ermland-Masuren zugehörig.

## Religionen
Über die Muttergemeinde Neuhoff (Zelki) bzw. ab 1928 Adlig Wolla (Pańska Wola) war Franziskowen bis 1945 in die evangelische Kirche Neuhoff in der Kirchenprovinz Ostpreußen der Evangelischen Kirche der Altpreußischen Union und in die Katholische Pfarrkirche St. Bruno Lötzen im Bistum Ermland eingepfarrt.
Heute gehört Franciszkowo zur evangelischen Kirchengemeinde Wydminy, einer Filialgemeinde der Pfarrei Giżycko in der Diözese Masuren der Evangelisch-Augsburgischen Kirche in Polen bzw. zur Pfarrkirche Zelki im Bistum Ełk (Lyck) der Römisch-katholischen Kirche in Polen.

## Verkehr
Franciszkowo ist von der Woiwodschaftsstraße DW 656 aus über Hejbuty (deutsch Heybutten) auf einem Landweg in Richtung Biała Giżycka (Adlig Bialla, 1938–1945 Bleichenau) zu erreichen. Ein anderer Landweg führt von Pańska Wola (Adlig Wolla, 1938–1945 Freihausen) in den Ort. Eine Bahnanbindung existiert nicht.